# Nicolas Claëssen
Nicolas II Claëssen est un négociant, armateur et homme politique français né le 23 novembre 1677 à La Rochelle et mort le 19 mars 1761 à l'hôtel de la Compagnie des Indes (Paris).

## Biographie
Nicolas Claëssen est le fils de Nicolas I Claëssen (c. 1638-1722), armateur et marchand-banquier à La Rochelle, et de Marie Mouchard. Gendre de Roland Dubois, directeur de la raffinerie du Mouillage à Saint-Pierre, capitaine d'une compagnie des marchands et conseiller au Conseil supérieur de la Martinique, il est le beau-père de Pierre Merle de Beaulieu, de Philippe Poujaud, de Pierre Henri de Regniers, d'Ambroise-Eulalie de Maurès de Malartic, de François Patrice Vincent Alexandre Raoult de Labadie (fils d'Alexandre de Labadie d'Aumay) et de David Oüalle.
Syndic de la Chambre de commerce de La Rochelle de 1722 à 1725, consul des juridictions consulaires en 1722 et 1726, échevin du corps de ville, il est maire de la Rochelle de 1725 à 1727. Devenu directeur de la Chambre de commerce de La Rochelle de 1728 à 1730 et juge consulaire en 1728, il est élu député du commerce de la Rochelle au Conseil royal de commerce en 1729. 
En 1737, il devient conseiller-perpétuel du corps de ville de La Rochelle.
Par faveur du roi, il est appelé aux fonctions de directeur de la Compagnie française des Indes orientales en 1746.

## Sources
- Brice Martinetti, Les négociants de La Rochelle au XVIIIe siècle, Presses universitaires de Rennes, 2019
- Émile Garnault, Livre d'or de la Chambre de commerce de la Rochelle contenant la biographie des directeurs et présidents de cette Chambre de 1719 à 1891, E. Martin, 1902
- Louis Jean Pierre Marie Bonnassieux, Eugène Philippe Lelong, Conseil de commerce et Bureau du commerce 1700-1791, 1900